# Дјемандице
Дјемандице (слч. Demandice) насељено је мјесто са административним статусом сеоске општине (слч. obec) у округу Љевице, у Њитранском крају, Словачка Република.

## Становништво
| Година:    | 1994. | 2004.   | 2014.   | 2024.  |
| ---------- | ----- | ------- | ------- | ------ |
| Број људи: | 1031  | 1001    | 1000    | 915    |
| Разлика:   |       | -2,90 % | -0,09 % | -8,5 % |

| Година:    | 2023. | 2024.   |
| ---------- | ----- | ------- |
| Број људи: | 919   | 915     |
| Разлика:   |       | -0,43 % |

Према подацима о броју становника из 2011. године насеље је имало 1.021 становника.